# 1247 Memoria
1247 Memoria (1932 QA) là một tiểu hành tinh vành đai chính được phát hiện ngày 30 tháng 8 năm 1932 bởi M. Laugier ở Uccle.